# Ӡ
La Ӡ, minuscolo ӡ, è una lettera dell'alfabeto cirillico. Viene usata oggi nella versione del cirillico per la lingua abcasa, dove rappresenta la consonante affricata /ʣ/.
Può essere traslitterata in alfabeto latino usando le lettere ʒ, ź o dz, o, nella variante georgiana usando ძ.